# RS-25
RS-25は、エアロジェット・ロケットダイン社が設計・生産する再使用型液体燃料ロケットエンジンである。スペースシャトルのオービタに使用されていたことから、SSME（スペースシャトルメインエンジン）の通称でも知られる。初期設計は1972年。
スペースシャトル計画では計46基のRS-25があり、3基が1回の打ち上げで使用された。シャトル退役後もNASAは14基から16基のブロックIIのRS-25Dを保有しており、これは後継機であるスペース・ローンチ・システム (SLS) で利用される。RS-25Dを使い切った後は、改良型のRS-25Eが生産される。

## 概要
RS-25は液体水素と液体酸素を燃焼する事で推力を発生させる。スペースシャトルでは外部燃料タンクから液体水素と液体酸素を3基のRS-25に供給して推力を得て、更に固体燃料ロケットとオービタルマニューバリングシステムからも推力を得る。それぞれのエンジンは離陸時におよそ1.8MNまたは400,000lbfの推力を発生する。エンジンの比推力 (Isp) は真空中で453秒、海面高度で363秒で噴出速度はそれぞれ4440 m/sと3560 m/sである。
RS-25の質量は全体で約3.2 t (7,000lb) である。RS-25は極端な温度差の下で運転される。液体水素は-253℃で液体酸素と燃焼すると鉄の沸点よりも高い3300℃に達する。それぞれのエンジンは毎秒1340ℓの推進剤を消費する。もしエンジンが液体酸素と液体水素の代わりに水を消費したら平均的な水泳プールに相当する量を75秒（3基の場合は25秒）で排出する。
外部燃料タンクからの燃料と酸化剤は3系統のラインによってそれぞれのエンジンに供給される。RS-25の燃焼の際の水素と酸素の質量混合比は1対6となっている。酸素＋水素＝水の化学反応を完全に行わせる場合の水素と酸素の質量混合比は1対8であり、RS-25の質量混合比は水素が多い（燃料リッチ）。これには2つ理由がある。一つは完全燃焼させてしまうと、燃焼室の温度が上がり過ぎて耐えられなくなるので、水素を余分に供給することにより温度を下げるためである。二つ目は、推進剤としては排出されるガスを100%水蒸気ではなく、水素ガスを混ぜて軽くした方が噴射速度が高くなる（比推力が大きくなる）ためである。特にスペースシャトルの構成は、固体ロケットブースターを第1段、RS-25を持つ本体を第2段と見ることができ、そういった構成では2段目を比推力重視としたほうが有利である。
RS-25は、初期型以降、Phase-II（1988年: チャレンジャー事故後の改良型）、Block-I（1995年）、Block-IIA（1998年）、Block-IIと信頼性・整備性を向上するための改良が行われており、2001年からはBlock-IIが使われるようになっている。帰還後、3基のエンジンは機体から外されてSpace Shuttle Main Engine Processing Facility (SSMEPF) で整備され、分解、検査、必要な部材は交換され、再組み立て、燃焼試験が行われ、次のフライトに備えられた。

## 液体酸素供給系

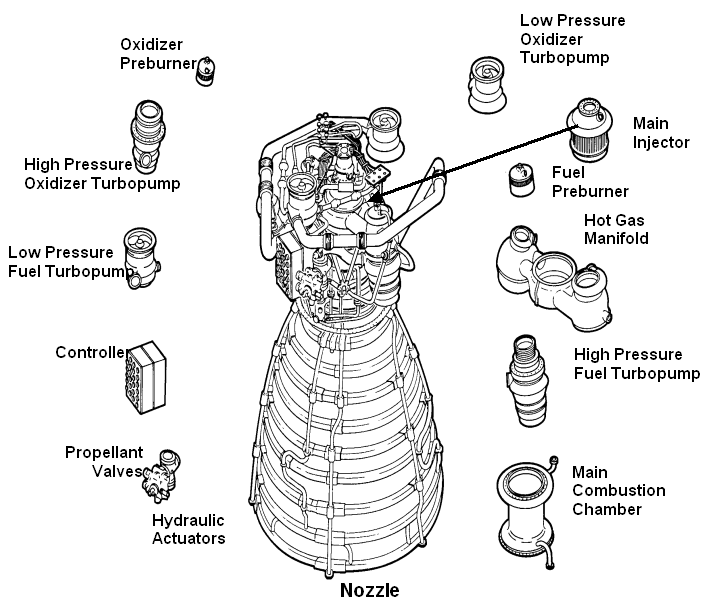
エンジンの主要な部材

低圧酸化剤ターボポンプ (LPOTP) は6段のタービンで駆動される液体酸素を送る軸流式ポンプである。液体酸素の圧力を0.7から2.9 MPa (100から420psia) に加圧する。LPOTPから高圧酸化剤ポンプ (HPOTP) へ供給する。エンジンの運転中高圧酸化剤タービンはキャビーテーションを発生せずに高速で運転され加圧する。LPOTPはおよそ5,150 rpmで運転される。LPOTPはおよそ450x450 mm (18x18 インチ)で推進剤の配管に接続されオービターの構造体によって所定の位置に支持される。
高圧酸化剤ポンプ (HPOTP) は2台の単段の遠心ポンプ (主燃焼室用ポンプとプリバーナー用ポンプ) が共通の軸に設置され2段の高温ガスタービンで駆動される。主ポンプは液体酸素を2.9から30 MPa (420から4,300 psi) まで加圧し約28,120 rpmで運転される。HPOTPから吐出した流れは複数に分岐する。一方はLPOTPのタービンの駆動へ、もう一方は主酸化剤弁を通過して主燃焼室へ、別に酸化剤熱交換器へ間欠的に少量が送られる。液体酸素の流れは対フロー弁を通過して熱交換器へ入り、液体酸素が気化するように加熱される。熱交換器はHPOTPタービンからの排出ガスによる熱を使用して液体酸素からガスに変える。生成した酸素ガスはマニホールドへ送られ外部燃料タンクの液体酸素タンクの加圧に用いられる。またHPOT二段式プリバーナーポンプを経て液体酸素は30から51 MPa (4,300 psiaから7,400 psia) へ加圧される。そして酸化剤プリバーナーの酸化剤弁を経て酸化剤プリバーナーへ送られ、もう一方は燃料プリバーナーの酸化剤弁を経て燃料プリバーナーへ送られる。HPOTPは約600ｘ900 mm (24ｘ36インチ) で高温ガスマニホールドにフランジで設置される。 
HPOTPタービンとHPOTPポンプは共通の軸に設置されている。タービン部の燃料リッチの高温ガスと主ポンプ内の液体酸素が混ざる事は事故に繋がる。これを防ぐ為にエンジンの運転中は2つの区画は常時MPSエンジンによって供給されるヘリウムで加圧された空洞によって分離される。二つのシールによって空洞内への漏れを最小に抑える。一つのシールがタービン部と空洞の間にあり、他方がポンプ部と空洞の間にある。この空洞のヘリウムの加圧が喪失した場合、自動的にエンジンが停止する。

## 液体水素供給系

オービター主推進システム

燃料の液体水素は遮断弁からオービター内に供給される。3基のそれぞれのエンジンへ向けて供給系統は並行する3系統に分かれる。それぞれの液体燃料供給系から予弁が開くと低圧ターボポンプへ送られる。低圧燃料ターボポンプ (LPFTP) はプリバーナーからの水素リッチガスによって二段式タービンによって駆動される軸流ポンプである。液体水素を30から276 psia (0.2から1.9 MPa) に加圧して高圧燃料ターボポンプ (HPFTP) へ送る。エンジンの運転中はLPFTPによる加圧圧力はHPFTPがキャビテーションを起こさず高速で運転するように供給される。LPFTPは約16,185 rpmで回転する。LPFTPは大きさが450mmx600mmである。機体の推進剤供給系統に接続されLPOTPから180°の位置に設置される。
高圧燃料ターボポンプ (HPFTP) は3段式の遠心式ポンプで2段式のタービンで駆動される。LPFTPから送られる液体燃料を1.9から45 MPa (276から6,515 psia) へ加圧する。HPFTPは約35,360 rpmで回転する。ターボポンプから吐出された液体水素はメインバルブを通過して3系統に分離される。1系統は主燃焼室の壁面を通り、液体水素は冷却に使用される。主燃焼室からLPFTPへ送られ、LPFTPのタービンの駆動に用いられる。LPFTPからの一部はコモンマニホールドへ繋がり外部燃料タンクの加圧に用いられる。内壁と外壁の間を流れる事で高温のマニホールドの冷却に用いられた液体水素は気化して主燃焼室へ噴射される。2番目の系統の液体水素の流れは主燃料弁を通過してエンジンノズルへ冷却の為に送られる。3番目の主燃焼室の冷却弁からの液体水素の流れと合流する。合流した流れはプリバーナーで燃料と酸化剤が混合される。HPFTPの大きさは約550 X 1100 mmである。高温ガスマニホールドにフランジで固定される。　

## プリバーナーと推力制御装置

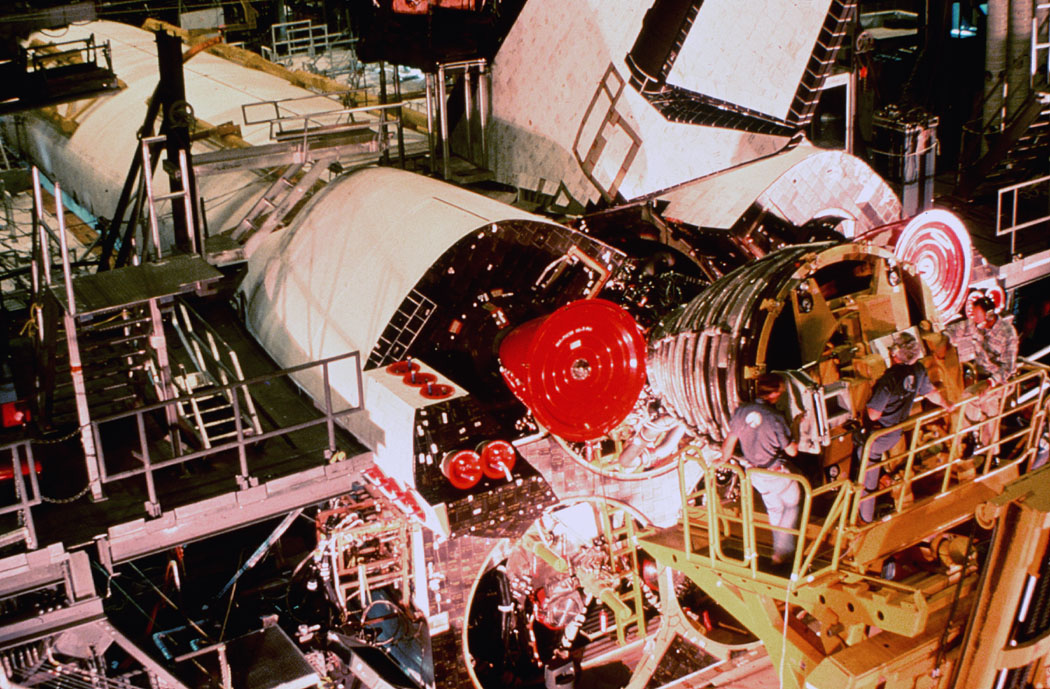
オービター整備施設(OPF)で1番エンジンが搭載される様子。

酸化剤と燃料プリバーナーは高温ガスマニホールドに溶接される。燃料と酸化剤はプリバーナーに入り、効率よく燃焼する比率で混合される。電気火花点火器はそれぞれのプリバーナーの中心部に小燃焼室が位置する。二重系統の電弧式点火器はエンジン制御装置によって作動し、エンジン始動からそれぞれのプリバーナーが燃焼するまで使用される。燃焼が自律運転に移行するので約3秒後に停止する。プリバーナーは燃料リッチの高温ガスを生成しタービンを駆動して高圧ターボポンプを駆動する力を生み出す。酸化剤プリバーナーで生成したガスはHPOTPと酸化剤プリバーナーのポンプを駆動するタービンへ送られる。燃料プリバーナーで生成したガスはHPFTPを駆動するタービンへ送られる。
HPOTPとHPFTPのタービンの速度は酸化剤と燃料プリバーナーの酸化剤の弁の開度に依存する。これらの弁はエンジン制御装置によって開度が制御され、プリバーナーへの液体酸素の流量を加減する事でエンジンの推力を制御する。酸化剤と燃料プリバーナーの酸化剤弁は液体酸素の流量を加減する事によりプリバーナーの圧力を加減し、それによりHPOTPとHPFTPのタービンの速度を加減して主燃焼器へ送る液体酸素と水素ガスの流量を加減する事によってエンジンの推力を加減する。
酸化剤と燃料のプリバーナーの弁は共にいかなるエンジンの出力時でも常に推進剤が6対1の混合比になるようになっている。主酸化剤弁と主燃料弁はエンジンへ送られる液体酸素と液体水素の流量を加減し、それぞれエンジン制御装置によって制御される。エンジン運転中は主弁は完全に開く。

## 冷却制御装置

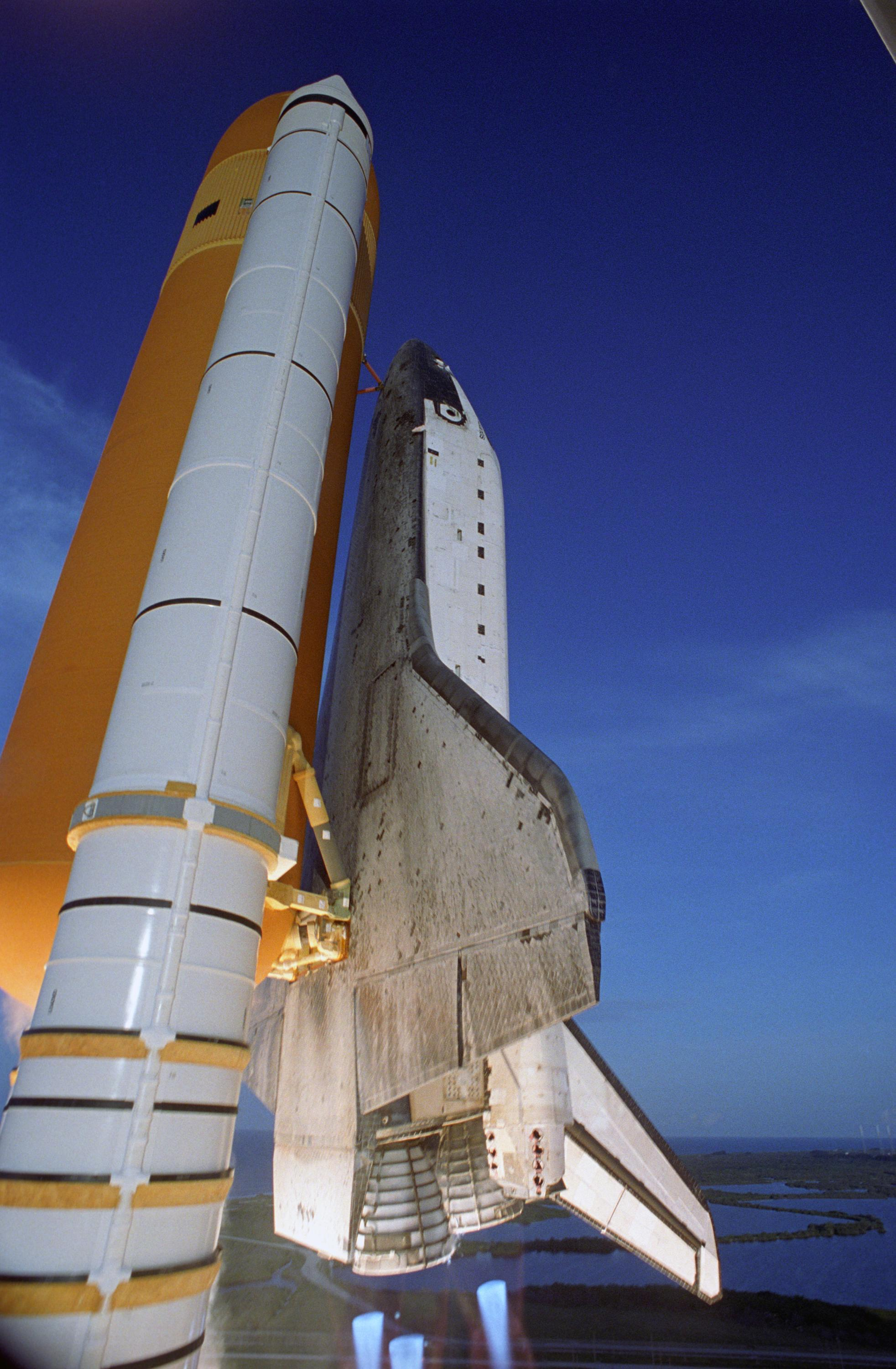
STS-117での打ち上げで運転中のアトランティス号の主エンジン。

冷却材制御弁はそれぞれのエンジンの冷却材バイパス管に設置される。エンジン制御装置はノズルの温度を制御する為に冷却系等への水素ガスの大半を調整する。
燃焼室の冷却材弁はエンジンの始動前に100%開かれる。エンジンの運転中は開度100 %から出力の設定に応じて100から最大冷却時の109 %まで開かれる。出力の設定は65から100 %の間で冷却材の開度は66.4から100 %である。 

## 燃焼室とノズル
それぞれの燃焼室には燃料リッチの高温ガスが高温ガスマニホールド冷却系から送られる。水素と液体酸素ガスは噴射装置から燃焼室に送られ混合される。燃焼室の噴射装置の中心に点火燃焼室がある。2重冗長系点火器はエンジン始動時から燃焼を開始するまで使用される。自立的な燃焼プロセスに入るので点火器は約3秒後に停止する。主噴射装置はドーム状に組み立てられており高温ガスマニホールドと溶接されている。主燃焼室も同様に高温ガスマニホールドとボルトで接合されている。
それぞれの燃焼室の内部の表面はそれぞれのノズルの内面の表面と同様に液体水素が流れるロウ付けされたステンレス管による壁面冷却管によって冷却される。鐘状に広がるノズルは主燃焼室とボルトで接合される。ノズルは全長2.9mで直径は2.4mである。ノズルの前端と溶接で接合されている支持環はオービターによって熱防御されている。熱防御は打ち上げ時におけるノズルの露出部分からの熱放射と軌道から帰還時に必要である。絶縁材は金属箔とスクリーンによる4層構造になっている。
RS-25のノズルは燃焼圧力に対して海面高度で作動できるノズルとしては一般的ではない高膨張比 (約77) である。ノズルが大きい場合、噴流の流れの剥離が生じて制御が困難になり機体に損傷を与える可能性がある。それに対してロケットダインの技術者は出口付近のノズルの角度を変化させることで対処した。リム周辺の圧力は4.6から5.7付近に上昇する事によって流れの剥離を防止した。内部の低圧の部分ではおよそ2psi以下である。

## メインバルブ
5基の推進剤の弁がそれぞれのエンジンにある。（酸化剤プリバーナー 酸化剤弁、燃料プリバーナー 酸化剤弁、主酸化剤弁、主燃料弁と燃焼室冷却弁）それらは油圧で作動し、エンジン制御装置からの電気信号で制御される。それらはMPSエンジンヘリウム供給システムをバックアップアクチュエーションシステムとして使用する事で全て遮断できる。
主酸化剤弁と燃料ブリード弁はエンジンの停止後に使用される。主酸化剤弁は残った液体酸素推進剤を機外へ排出する為に開かれ、燃料ブリード弁は残った液体水素燃料を機外へ排出する為に使用される。排出後弁は閉じられる。

## ジンバル
ジンバル軸受けは主噴射器とドームアッセンブリーにボルトで固定されエンジンとオービターの間で推力を伝達する。軸受けは約290x360mm (11.3 x 14 インチ) である。
低圧酸素と低圧燃料ターボポンプはオービターの尾部の推力構造物に180°の間隔で固定される。
低圧ターボポンプから高圧ターボポンプへの配管は低圧ポンプが固定されていて推力偏向時にエンジンがジンバルで首を振る事に対応する為に柔軟性のある蛇腹を使用している。低圧燃料ターボポンプ (LPFTP) から高圧燃料ターボポンプ (HPFTP) への液体水素の配管は空気の液化を防止する為に断熱されている。

## 制御装置
重要な技術革新は統合型制御装置がエンジン自体に含まれることである。このデジタルコンピューター（原型はハネウェルHDC-601を2台冗長系として構成される）と後にモトローラ68000プロセッサによる2台の冗長系に更新されたシステムは2つのタスクを持つ。一つはエンジンと燃焼プロセスの制御と自身を監視する事である。全てのセンサーとアクチュエーターが制御装置だけに直接接続されるようになった事によりエンジンとシャトル間の配線が大幅に簡略化された。このシステムを使用することにより同様にソフトウェアも簡略化され信頼性が向上した。2台の独立したコンピューターA・Bによって冗長系のある制御装置を構成する。システムAが故障した場合は運用上の能力を損ねずに自動的にシステムBに切り替わる。システムBが故障した場合は正常にエンジンを停止する。

## 推力の仕様
RS-25の推力 (または出力レベル) は当初は67から109%まで可変であった。のちの打ち上げでは104.5%から106または109%が可能である。真空中の方が大気圧による影響が無いので高推力が得られる。
|             | 海面高度 | 真空中  |
| ----------- | -------- | ------- |
| 100% 推力   | 1670 kN  | 2090 kN |
| 104.5% 推力 | 1750 kN  | 2170 kN |
| 109% 推力   | 1860 kN  | 2280 kN |

## スペースシャトル引退後の用途

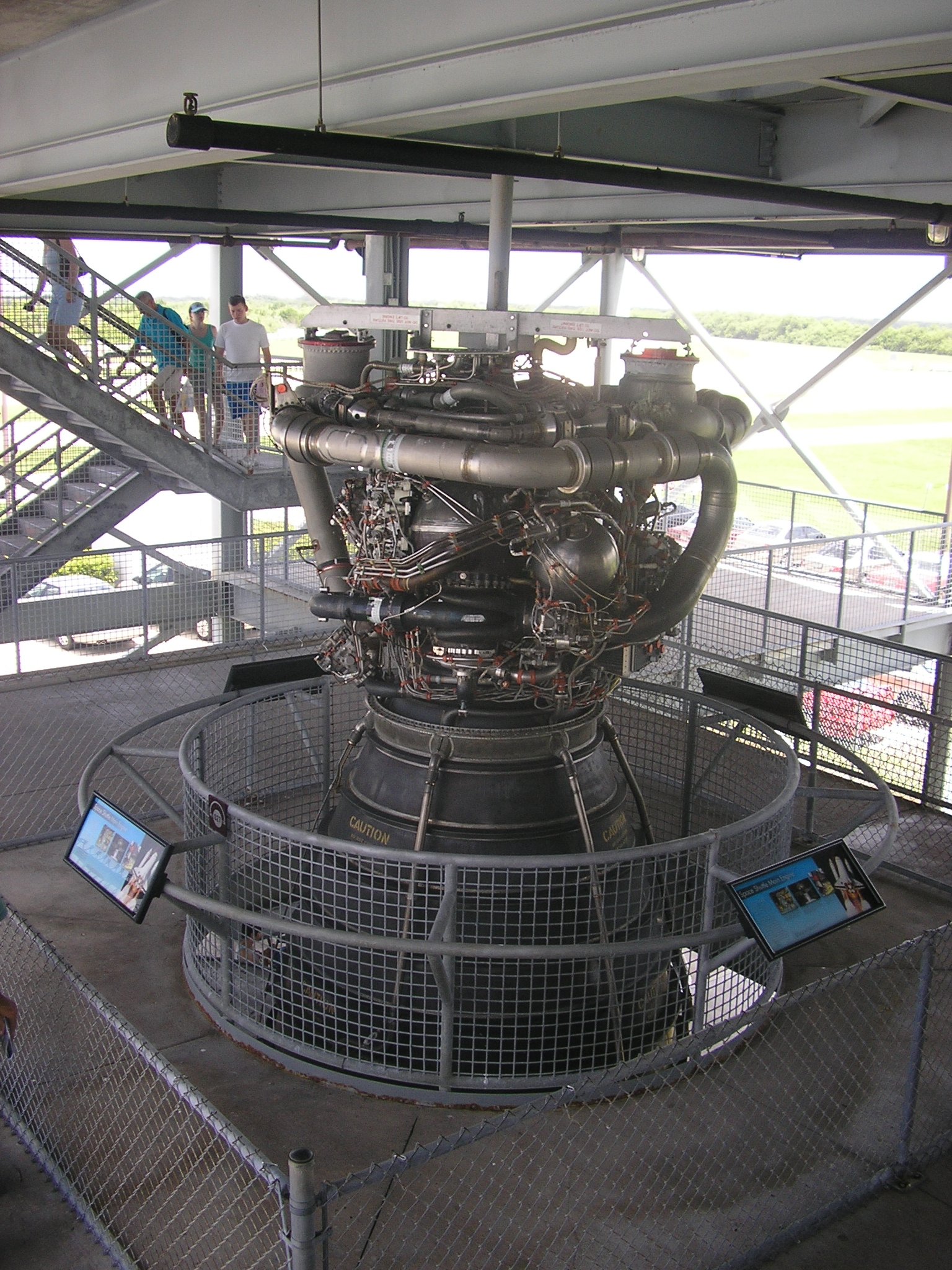
シャトルのメインエンジン

スペースシャトルの引退後はRS-25の利用案が複数検討された。一例として2008年頃、NASAは1基あたり$400,000—800,000で売却しようとした。2010年初頭にはNASAは無料で譲渡することを計画した。これらのエンジンは最終的にシャトル後継ロケットであるスペース・ローンチ・システム (SLS) で使用されることとなった。

### コンステレーション計画
2000年代のコンステレーション計画において、RS-25はスペースシャトルの技術を使用した無人の超大型ロケットのアレスVならびに有人のアレスIのエンジンとして使用されるかに見えた。RS-25の使用は一見良さそうだったが、シャトルの技術を2010年のシャトルの引退後に使用することには幾つかの欠点があった。
- それらは使い捨てロケットに搭載され再使用型ではなかった。
- 搭載前にNASAがそれぞれの新しいオービターとSTS-26の前に実施した「主エンジン試験」と呼ばれる飛行準備燃焼試験 (FRF) を行う必要がある。

コンステレーション計画は2010年10月に中止されたが、同年11月にNASAは超大型ロケットの研究を13社と再交渉した。

### SLS
2011年、NASAは再びスペースシャトルの技術を使用した新しい超大型ロケットであるスペース・ローンチ・システム (SLS) の開発を発表した。RS-25DはSLSの1段目として採用され、2021年の初打ち上げを目指して開発が進められている。SLSは使い捨てロケットであり、1度の打ち上げで4基のRS-25Dを使用する。

## 特徴
- 再利用可能
- 燃焼圧力可変 (65% - 109%)
- 推進剤：液体酸素、液体水素
- 二段燃焼サイクル
- プリバーナ2つ、ターボポンプ4つと非常に複雑

## 仕様

### ノズル
RS-25のノズルの直径は根元が10.3 in (0.26 m)で末端が90.7 in (2.30 m)で全長は121 in (3.1 m)である。

### 全体
- 開発開始: 1972年
- 推進剤: 液体酸素/液体水素
- 推力(真空中): 2,278 kN
- 推力(海面高度): 1,817 kN
- 比推力 (真空中): 453 s
- 比推力 (海面高度): 363 s
- 燃焼時間: 480秒
- 質量: 3,177 kg
- 直径: 1.63 m
- 全長: 4.24 m
- 燃焼室: 1
- 燃焼室圧力: 18.94 MPa (100%出力時)
- ノズル開口比: 77.50
- 酸化剤、燃料比: 6.00
- 推力質量比: 73.12
- 国: アメリカ合衆国
- 状態: 保管中
- 初飛行: 1981年
- 設計高度 = 18,300 m
- ノズルのマッハ数 = 6.55 (理想的膨張) -- 値が正しくない可能性(膨張比が4.7で計算した場合、ガンマ値=1.20)
- 燃焼室出口面積 = 600 cm2
- ノズル面積 = 4.6698 m2
- 燃焼室圧力 = 18,940 kPa (100%出力時)
- 外部圧力   = 7.23 kPa (計算値)  -- 値が正しくない可能性 (低すぎる,結果的に衝撃分離する)
- 燃焼時間  = 520 s
- 真空中比推力 Isp = 452.5 s
- 真空中での1基あたりの推力 = 222,650 kgf 設計推力104.5%時